# Pocahontas (Schiff, 1829)
Die Pocahontas war ein Passagier-Dampfschiff, welches von 1829 bis 1840 im Linienbetrieb auf den Strecken zwischen Baltimore, Norfolk und Richmond eingesetzt und im Sezessionskrieg zerstört wurde.

## Schiffsbau

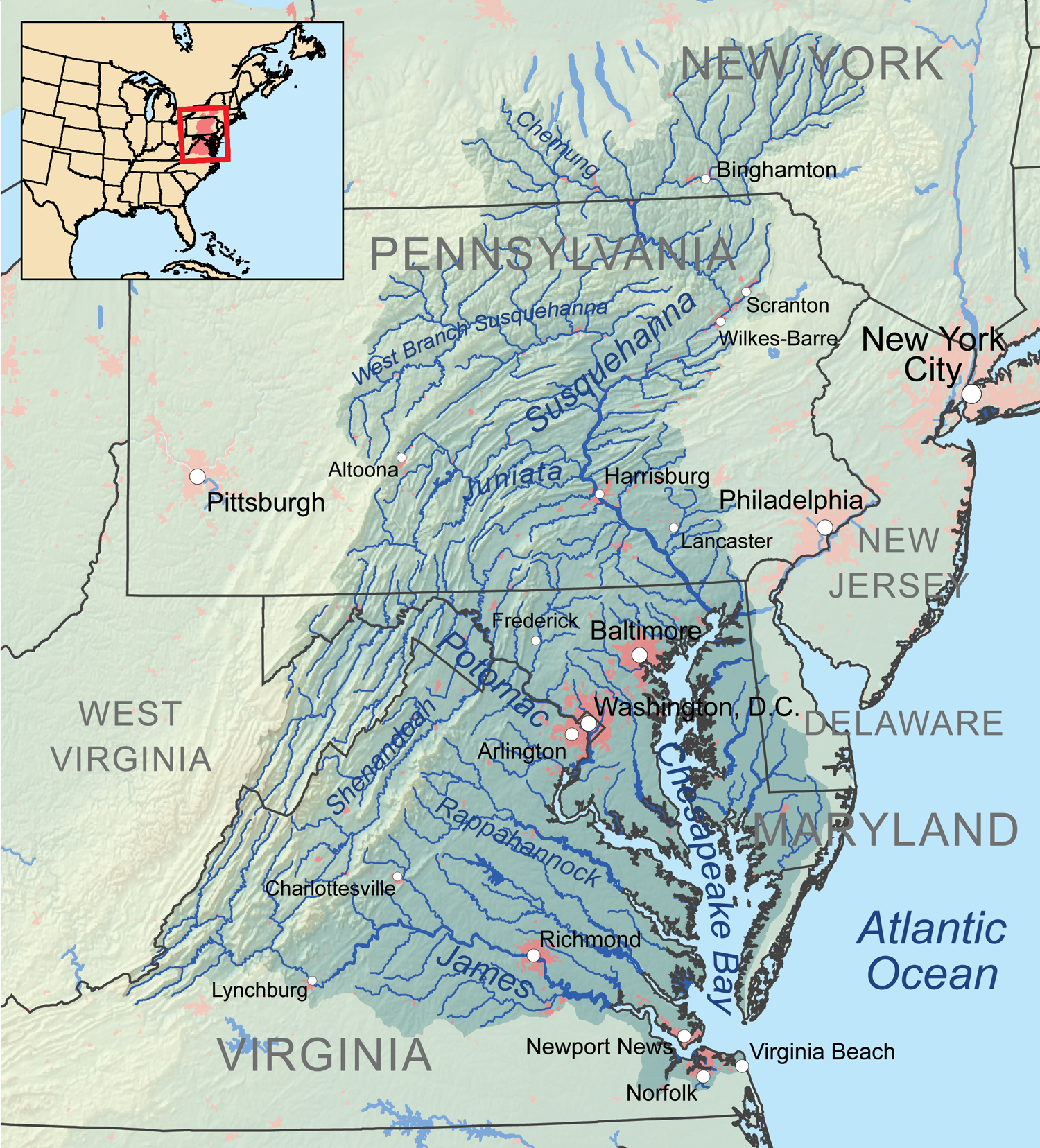
Karte der Chesapeake Bay und ihres Einzugsgebiets

1828 wurde die Maryland & Virginia Steamboat Company gegründet, um den Personentransport auf der Chesapeake Bay zwischen Baltimore und Norfolk sowie den in die Bucht mündenden Flüssen zu betreiben. Aus dem Nachlass von Benjamin Ferguson erwarb das Unternehmen die beiden 1817 erbauten Dampfschiffe Virginia und Norfolk und bestellte parallel zwei weitere Dampfer. Die Columbus und die Pocahontas, gebaut durch die in Baltimore ansässige Werft Beecham & Gardiner, wurden im Folgejahr ausgeliefert und zusammen mit den anderen beiden Raddampfern des Unternehmens im Linienbetrieb eingesetzt.
Die kleinere Pocahontas besaß eine Länge von 42 Metern, eine Bruttoraumzahl von 428 und war, wie ein zeitgenössischer Bericht zeigt, für ein Binnendampfschiff komfortabel ausgestattet:
„In jeder Hinsicht ist es ein Schiff erster Klasse; ausschließlich dazu bestimmt, Passagiere zu befördern, verbinden sich in ihrer aufs höchste vollendeten Einrichtung Eleganz und Bequemlichkeit […]. Die Hauptkajüte oder der Speiseraum befindet sich unter Deck, - ein geräumiges, helles, gut belüftetes, hübsch ausgestattetes und möbliertes Appartement mit 32 bequemen Kabinen. Hundert Personen können hier an der Tafel versorgt werden […]. Die vordere Kajüte enthält 20 Schlafkabinen, eine Bar und einen Ankleideraum. Eine ausschließlich den Damen vorbehaltene Kajüte, ein elegantes Appartement, befindet sich auf dem Hauptdeck; reich möbliert und ausgeschmückt, enthält es 20 Schlafkabinen und zwei Salons. Ein Überdeck, dessen Höhe dem Hauptdeck und den darunterliegenden Kabinen einen Überfluß an Licht und ungehinderte Luftzufuhr gewährt, erstreckt sich über die ganze Länge und Breite des Schiffes und bietet eine sichere, reizende Promenade von größtmöglichen Ausmaßen.“

## Verkauf und Zerstörung
1840 übernahm die Baltimore Steam Packet Company das Schiff für 8.000 Dollar. Fünf Jahre später veräußerte das Unternehmen die Pocahontas an die Powhatan Steamboat Company, welche es auf dem Fluss James einsetzte.
Mit Ausbruch des Amerikanischen Bürgerkrieges 1861 stellte diese Linie ihren Betrieb ein und das Schiff wurde von der Unionsarmee gechartert. Auf einer Fahrt zur Roanoke Island mit 80 Personen an Bord (Besatzungsmitglieder und Soldaten) schlug es am 18. Januar 1862 nördlich von Cape Hatteras leck und zerbrach in einem Sturm in drei Teile, wobei 90 Pferde starben.